# فرودگاه ملیتا
فرودگاه ملیتا (به انگلیسی: Melita Airport) یک فرودگاه همگانی است که یک باند فرود چمن دارد و طول باند آن ۶۱۰ متر است. این فرودگاه در کشور کانادا قرار دارد و در ارتفاع ۴۵۰ متری از سطح دریا واقع شده‌است.